# Empregado
Empregado é a pessoa contratada para prestar serviços para um empregador, numa carga horária definida, mediante salário. O serviço necessariamente tem de ser subordinado, qual seja, o empregado não tem autonomia para escolher a maneira como realizará o trabalho, estando sujeito às determinações do empregador. No Brasil, o conceito de empregado encontra-se previsto no Art. 3.º da Consolidação das Leis do Trabalho. A relação entre o empregado e o empregador é denominada relação de emprego.
Apesar da subordinação, o empregado tem uma série de direitos, como por exemplo, as férias, a gratificação natalina (também chamado 13.º salário), o aviso prévio, licença maternidade, entre outros.

## Previdência Social
O conceito de empregado, no ramo do Direito Previdenciário, é mais amplo do que atribuído no Art. 3.º da Consolidação das Leis do Trabalho, pois a legislação previdenciária atribui neste conceito pessoas em situações que, para a CLT, não se enquadram no conceito de empregado. Na verdade, as Leis 8212/1991, 8213/1991, o Decreto 3048/1999 e a Instrução Normativa 45/2010, do INSS, não definem em um termo o conceito de empregado, mas lista num rol taxativo as situações em que uma pessoa, ao exercer uma atividade remunerada, seja filiado ao Regime Geral de Previdência Social como segurado empregado.
É considerado segurado empregado, nos termos da legislação:
- A pessoa que presta serviço de natureza urbana ou rural a empresa, em caráter não eventual, sob sua subordinação e mediante remuneração, inclusive como diretor empregado;[1]
- Contratado por empresa de trabalho temporário, definida em legislação específica, presta serviço para atender a necessidade transitória de substituição de pessoal regular e permanente ou a acréscimo extraordinário de serviços de outras empresas;[2]
- Brasileiro ou estrangeiro domiciliado e contratado no Brasil para trabalhar como empregado em sucursal ou agência de empresa nacional no exterior;[2]
- Aquele que presta serviço no Brasil a missão diplomática ou a repartição consular de carreira estrangeira e a órgãos a ela subordinados, ou a membros dessas missões e repartições, excluídos o não brasileiro sem residência permanente no Brasil e o brasileiro amparado pela legislação previdenciária do país da respectiva missão diplomática ou repartição consular;[2]
- Brasileiro civil que trabalha para a União, no exterior, em organismos oficiais brasileiros ou internacionais dos quais o Brasil seja membro efetivo, ainda que lá domiciliado e contratado, salvo se segurado na forma da legislação vigente do país do domicílio;[2]
- Brasileiro ou estrangeiro domiciliado e contratado no Brasil para trabalhar como empregado em empresa domiciliada no exterior, cuja maioria do capital votante pertença a empresa brasileira de capital nacional;[2]
- Servidor público ocupante de cargo em comissão, sem vínculo efetivo com a União, Autarquias, inclusive em regime especial, e Fundações Públicas Federais;[2]
- Empregado de organismo oficial internacional ou estrangeiro em funcionamento no Brasil, salvo quando coberto por regime próprio de previdência social;[2]
- Exercente de mandato eletivo federal, estadual ou municipal, desde que não vinculado a regime próprio de previdência social;[2]
- Bolsista e o estagiário que prestam serviços a empresa, em desacordo com a Lei 11.788, de 25 de setembro de 2008;[3]
- Servidor do Estado, Distrito Federal ou Município, bem como o das respectivas autarquias e fundações, ocupante de cargo efetivo, desde que, nessa qualidade, não esteja amparado por regime próprio de previdência social;[3]
- Servidor contratado pela União, Estado, Distrito Federal ou Município, bem como pelas respectivas autarquias e fundações, por tempo determinado, para atender a necessidade temporária de excepcional interesse público;[3]
- Servidor da União, Estado, Distrito Federal ou Município, incluídas suas autarquias e fundações, ocupante de emprego público;[3]
- Escrevente e o auxiliar contratados por titular de serviços notariais e de registro a partir de 21 de novembro de 1994, bem como aquele que optou pelo Regime Geral de Previdência Social, em conformidade com a Lei n.º 8.935, de 18 de novembro de 1994;[3]
- Trabalhador rural contratado por produtor rural pessoa física, na forma do Art. 14-A da Lei n.º 5.889, de 8 de junho de 1973, para o exercício de atividades de natureza temporária por prazo não superior a dois meses dentro do período de um ano;[3]
- Aprendiz, com idade de quatorze a vinte e quatro anos, sujeito à formação profissional metódica do ofício em que exerça o seu trabalho, observado que a contratação como aprendiz, atendidos os requisitos da Lei n.º 10.097, de 19 de dezembro de 2000 e da Lei n.º 11.180, de 23 de setembro de 2005, poderá ser efetivada pela empresa onde se realizará a aprendizagem ou pelas entidades sem fins lucrativos,[4] que têm por objetivo a assistência ao adolescente e a educação profissional;[5]
- O empregado de Conselho, Ordem ou Autarquia de fiscalização no exercício de atividade profissional, na forma da Lei n.º 5.410, de 9 de abril de 1968;[5]
- Trabalhador volante, que presta serviço a agenciador de mão de obra constituído como pessoa jurídica, observado que, na hipótese do agenciador não ser pessoa jurídica constituída, este também será considerado empregado do tomador de serviços;[5]
- Assalariado rural safrista, de acordo com os Arts. 14, 19 e 20 da Lei n.º 5.889, de 8 de junho de 1973;[5]
- Contratado por titular de serventia da justiça, sob o regime da legislação trabalhista, e qualquer pessoa que, habitualmente, presta-lhe serviços remunerados sob sua dependência, sem relação de emprego com o Estado, a partir de 1.º de janeiro de 1967;[5]